# マーキュリー・フォーリング
マーキュリー・フォーリング (Mercury Falling)は、スティングのスタジオ・アルバム。6作目となるこのアルバムはシンセサイザーを多用し、短期間で製作された。多くのファンは、スティングが音楽的傾倒をジャズの影響を色濃く受けたロックから、アダルト・コンテンポラリー・ミュージックにその軸足を置き換え始めた転機だと捉えた。
収録曲「トウェンティ・ファイヴ・トゥ・ミッドナイト（Twenty Five to Midnight）」は、公式ウェブサイトにはラインアップされているが、アメリカとカナダで発売された版には収録されていない。
なお、このアルバムは全体を通して、始まりと終わりの歌詞が"mercury falling"である。

## 収録曲
1. ハウンズ・オブ・ウインター - The Hounds of Winter - 5:27
2. アイ・ハング・マイ・ヘッド - I Hung My Head - 4:40
3. 魂のパイロット - Let Your Soul Be Your Pilot - 6:41
4. ブロード・トゥ・マイ・センシズ - I Was Brought to My Senses - 5:48
5. ユー・スティル・タッチ・ミー - You Still Touch Me - 3:46
6. アイム・ソー・ハッピー・アイ・キャント・ストップ・クライング - I'm So Happy I Can't Stop Crying - 3:56
7. オール・フォー・シーズンズ - All Four Seasons - 4:28
8. トウェンティ・ファイヴ・トゥ・ミッドナイト - Twenty Five to Midnight - 4:09
9. 悔いなき美女 - La Belle Dame Sans Regrets - 5:17
10. ヴァルパライゾ - Valparaiso - 5:27
11. リチウム・サンセット - Lithium Sunset - 2:38

## 参加ミュージシャン
- ドミニク・ミラー – ギター
- ブランフォード・マルサリス – サクソフォーン
- アンディ・ラブ – サクソフォーン
- Gerry Richardson – ハモンドオルガン
- Tony Walters – ボーカル
- Lance Ellington – ボーカル
- Shirley Lewis – ボーカル
- East London Gospel Choir – ボーカル
- キャスリン・ティッケル – ノーザンブリアン・スモール・パイプ、バックグラウンド・ボーカル
- ヴィニー・カリウタ – ドラム
- B.J. Cole – pedal steel
- Wayne Jackson – トランペット
- ケニー・カークランド – キーボード